# Ducula nicobarica
Il piccione imperiale delle Nicobare (Ducula nicobarica Pelzeln, 1865) è un uccello della famiglia dei Columbidi diffuso nelle isole Nicobare.